# Donna Pope
Pour les articles homonymes, voir Pope (homonymie).
Donna Pope, née à Cleveland dans l'Ohio, le 15 octobre 1931, est une femme politique et haut fonctionnaire américaine, qui occupe le poste de directrice de la Monnaie des États-Unis de 1981 à 1991, sous la présidence de Ronald Reagan.

## Jeunesse
Donna Kolnik est née à Cleveland, dans l'Ohio, le 15 octobre 1931, fille de Marie Josephine Thiel et de John Emil Kolnik.

### Activité politique
À partir de 1972, elle est membre de la Chambre des représentants de l'Ohio, pour le Parti républicain, et en 1978, elle est élue présidente de la minorité. Il siège pendant six législatures et fait partie des comités de la justice, du règlement, de l'éthique et des services législatifs,.
En 1979 et 1980, elle est co-présidente de la campagne électorale de Ronald Reagan dans l'Ohio et co-préside également la délégation de l'Ohio à la Convention nationale républicaine de 1980.

### Directrice de la Monnaie
En juillet 1981, elle est nommée par le président Reagan pour devenir la quatrième femme consécutive – et la cinquième à ce jour – à occuper le poste de directrice de la Monnaie des États-Unis, et en 1986, il la confirme à ce poste pour un autre mandat, qui prend fin en 1991.
Au cours de son mandat à la Monnaie publique, elle entreprend une rénovation en profondeur du programme des émissions commémoratives. Parmi les événements les plus marquants de cette période figurent la frappe des premières pièces commémoratives depuis 1954 — et en or, la première depuis 1933 — et le lancement du programme à succès American Silver Eagle ; elle dirige les programmes de pièces de monnaie commémoratives en dollars et, au cours de sa dernière année en tant que directrice, le dollar en argent commémoratif de la guerre de Corée est lancé. Elle est également directrice du marketing dans son pays pour le programme de pièces du centenaire du Comité international olympique,.
Une autre de ses contributions est la création du Bureau de l'histoire de la Monnaie des États-Unis, chargé d'enquêter sur l'histoire de cette institution.

## Distinctions
Parmi les distinctions les plus notables de sa carrière figurent l'inclusion parmi les femmes législatrices les plus influentes du pays par l'Institut de politique de l'université Rutgers et l'Institut de politique des femmes du Mount Vernon Seminary and College, à Washington.
Dans le domaine numismatique, en 1991, Pope reçoit le prix du service public exceptionnel de l'American Numismatic Society,.

## Vie privée
Donna Pope épouse Raymond Pope le 21 octobre 1951, et ils ont deux filles. Elle meurt le 23 juin 2023 dans sa maison au Colorado,.